# Umweltprüfung
Unter Umweltprüfung versteht man entweder gesetzlich oder durch Standards festgelegte Verfahren zur Prüfung der Wechselwirkung von Produkten oder Prozessen mit deren Umfeld.
Der Begriff wird insbesondere im Bereich der Prüfung zur Beständigkeit hoch beanspruchter Produkte im gewerblichen und militärischen Umfeld sowie der Umweltbelange in der Bauleitplanung verwendet.
Untersuchungsgegenstand bei der Bauleitplanung sind die in § 1 Abs. 6 Nr. 7 Baugesetzbuch (BauGB) aufgelisteten Umweltbelange, der Naturhaushalt, die Landschaftspflege sowie die ergänzenden Vorschriften zum Umweltschutz nach § 1a Abs. 2 und 3 BauGB.

## Rechtsgrundlagen
Bei der Entscheidung über die Zulässigkeit von Bauvorhaben müssen nach den Rechtsvorschriften der Europäischen Union die unmittelbaren und mittelbaren Auswirkungen auf die Umwelt schon im Vorfeld durch ein systematisches Prüfungsverfahren festgestellt, beschrieben und bewertet werden (Umweltverträglichkeitsprüfung). 
Im deutschen Umweltverträglichkeitsprüfungsgesetz (UVPG) wurde diese Vorgabe entscheidend strukturiert, indem eine vorgeschaltete Umweltprüfung schon bei der Bauleitplanung eingeführt wurde. Damit entfällt weitestgehend eine Umweltverträglichkeitsprüfung für die einzelnen Bauvorhaben in den beplanten Bereichen.
Für die Bauleitplanung der Gemeinden, also Bebauungspläne oder Flächennutzungspläne, schreibt § 2 Abs. 4 Baugesetzbuch (BauGB) vor, dass eine Umweltprüfung durchgeführt werden muss, in der die voraussichtlichen erheblichen Umweltauswirkungen dieser Planung ermittelt werden sowie in einem Umweltbericht beschrieben und bewertet werden. Die Umweltprüfung ist auch bei den vorausgehenden förmlichen Planungsverfahren der Raumordnung, Landesplanung und Regionalplanung anzuwenden.

## Untersuchungsgegenstand

### Umweltrelevante Belange
Gegenstand der Umweltprüfung sind die in § 1 Abs. 6 Nr. 7 BauGB aufgeführten umweltrelevanten Belange:
- die Auswirkungen auf Tiere, Pflanzen, Boden, Wasser, Luft, Klima und das Wirkungsgefüge zwischen ihnen sowie die Landschaft und die biologische Vielfalt
- umweltbezogene Auswirkungen auf den Menschen und seine Gesundheit sowie die Bevölkerung insgesamt
- umweltbezogene Auswirkungen auf Kulturgüter und sonstige Sachgüter
- die Vermeidung von Emissionen sowie der sachgerechte Umgang mit Abfällen und Abwässern
- die Nutzung erneuerbarer Energien sowie die sparsame und effiziente Nutzung von Energie
- die Darstellungen von Landschaftsplänen sowie von sonstigen Plänen, insbesondere des Wasser-, Abfall- und Immissionsschutzrechts
- die Erhaltung der bestmöglichen Luftqualität in Gebieten, in denen die durch Rechtsverordnung zur Erfüllung von bindenden Beschlüssen der Europäischen Gemeinschaften festgelegten Immissionsgrenzwerte nicht überschritten werden
- die Wechselwirkungen zwischen den einzelnen Belangen des Umweltschutzes.

### Schutzgüter
Zur Ermittlung von voraussichtlichen erheblichen Umweltauswirkungen werden in der Umweltprüfung die in § 2 UVPG genannten umweltrelevanten Belange untersucht:
- Schutzgut Mensch: Hierbei sind insbesondere zu betrachten, inwieweit schädliche Umwelteinwirkungen vorhanden sind und welche Auswirkungen durch die Aufstellung eines Bebauungsplans zu erwarten sind. Entscheidenden Einfluss auf die Lebensqualität des Menschen haben die Wohn- und Wohnumfeldfunktionen sowie Erholungs- und Freizeitfunktionen. Das Schutzgut Mensch steht in enger Wechselbeziehung zu den übrigen Schutzgütern, vor allem zu denen des Naturhaushaltes.
- Schutzgut Tiere und Pflanzen: Aufgrund der langen Tradition des Naturschutzrechts sind Tiere und Pflanzen bei der Auseinandersetzung mit der Umwelt besonders im Bewusstsein verankert. Es geht darüber hinaus aber auch um den Artenschutz und die Belange von Gebieten von gemeinschaftlicher Bedeutung (Natura 2000). Dies betrifft auch die Erhaltungsziele und den Schutzzweck von Gebieten mit gemeinschaftlicher Bedeutung wie der europäischen Vogelschutzgebiete, sowie der Naturschutzgebiete im Sinne des Bundesnaturschutzgesetzes und der Fauna-Flora-Habitat-Richtlinie.
- Schutzgut Boden: Da der Boden nicht vermehrbar ist, erhebliche Schädigungen des Bodens irreversibel sind und zudem ein enger Zusammenhang zu den übrigen abiotischen Schutzgütern besteht, steht bei der Prüfung der Auswirkungen der Vermeidungs- und Verminderungsaspekt im Vordergrund. Hierbei geht es insbesondere um eine Begrenzung des Flächenverbrauchs; Wiedernutzung bereits baulich genutzter Flächen; Schutz des Bodens und seiner Funktionen vor Stoffeinträgen und/oder Verdichtung.
- Schutzgut Wasser: Das Schutzgut Wasser ist für den Menschen lebensnotwendig; ohne Wasser bzw. mit verunreinigtem Wasser ist kein Leben möglich. Angesichts der Verflechtung mit den anderen Schutzgütern wie dem Boden steht das Verschlechterungsverbot von Grundwasserkörpern und der Erhalt natürlicher Gewässer im Vordergrund.
- Schutzgut Klima: Neben Aussagen zu den Emissionen klimawirksamer Gase wie CO2 etc. als Folge von ermöglichten Vorhaben sind auch Fragen zur Erhöhung der Lufttemperatur, zur Verringerung der relativen Luftfeuchte, zur Veränderung des Windfelds oder zur Erhöhung von Turbulenzen zu beantworten.
- Schutzgut Luft: Durch den Kontext zum Immissionsschutzrecht besitzt das Schutzgut Luft einen zusätzlichen Schutz durch das Verursacherprinzip. In der Bauleitplanung sind die allgemeinen Veränderungen durch Emittenten wie Haushalte, Verkehr, Gewerbe etc. zu beurteilen. Es sind Handlungskonzepte für eine Verringerung der Emissionen von Schadstoffen und/oder Gerüchen zu entwickeln.
- Schutzgut Landschaft: Die Landschaft wird häufig in enger Anlehnung an Tiere und Pflanzen beschrieben. Bestimmte Biotoptypen prägen auch bestimmte Landschaftsbildräume. Der Begriff der Landschaft ist synonym zum Begriff Landschaftsbild zu sehen und beschreibt damit einen sinnlich wahrnehmbaren Landschaftsausschnitt. Beurteilt werden unter anderem Vielfalt, Schönheit, Eigenart und Seltenheit der Landschaft
- Schutzgut Kultur und sonstige Sachgüter: Es ist bisher kaum ins Bewusstsein gedrungen, dass Kulturgüter üblicherweise unwiederbringlich sind und bei ihrer Entfernung dauerhaft verschwinden. Baudenkmale, archäologische Fundstellen, Bodendenkmale, Böden mit Funktionen als Archiv für Natur- und Kulturgeschichte stellen einen eigenen durchaus prüffähigen Wert dar.
- Wechselwirkungen: Über die Auswertung der Ergebnisse zu den acht Schutzgütern ergibt sich die Wechselwirkung als eigenständiges Schutzgut. Auch hier ist eine Beschreibung des Ist-Zustands und eine Darstellung der plangebietsspezifischen Auswirkungen und Maßnahmen erforderlich.

Welche Schutzgüter durch die eventuell schädlichen Umwelteinwirkungen ausgesetzt sein werden, hängt von den konkreten Umständen des Einzelfalls ab. Maßstab sind einerseits Umfang und Schwere des planerischen Eingriffs und andererseits die vorhandenen konkreten Bedingungen im Plangebiet, also die Wertigkeiten, Empfindlichkeiten oder Vorbelastungen.

### Ergänzende Vorschriften
Gegenstand der Umweltprüfung sind darüber hinaus die in § 1a Abs. 2 und 3 BauGB aufgeführten ergänzenden Vorschriften zum Umweltschutz:
- Sparsamer und schonender Umgang mit Grund und Boden; Vorrang der Innenentwicklung; Beschränkung der Bodenversiegelung
- Zurückhaltung bei der Umnutzungen von land- und forstwirtschaftlichen Flächen und Wohnflächen
- Eingriffsregelung nach dem Bundesnaturschutzgesetz

## Verfahren

### Scoping
Behörden und sonstigen Träger öffentlicher Belange nach § 4 Abs. 1 BauGB werden frühzeitig aufgefordert, sich auch im Hinblick auf den erforderlichen Umfang und Detaillierungsgrad der Umweltprüfung zu äußern. Hierbei wird zusammen getragen, was nach gegenwärtigem Wissensstand und Datenlage der Behörden sowie allgemein anerkannten Prüfmethoden in angemessener Weise von der konkreten Umweltprüfung verlangt werden kann. Dabei ist dem Grundsatz der Verhältnismäßigkeit Rechnung zu tragen. Die Umweltprüfung ist kein „Suchverfahren“, in dem alle nur erdenklichen Auswirkungen einer Planung auf Umweltgüter und deren Wertigkeit bis in alle Einzelheiten zu untersuchen wären; vielmehr hat sich das Prüfverfahren auf die Schutzgüter der Umwelt zu erstrecken, die sich nach Lage der Dinge aufdrängen.
siehe auch Scoping

### Umweltbericht
Die in der Umweltprüfung ermittelten Umwelteinwirkungen werden im Umweltbericht nach § 2a Satz 2 Nr. 2 BauGB beschrieben und bewertet. Die Anlage 1 zum Baugesetzbuch enthält eine Handlungsanweisung für die Umweltprüfung und damit auch für die Gliederung des Umweltberichts eine brauchbare Orientierungshilfe. Der Umweltbericht ist Teil der Begründung einer Bauleitplanung und begleitet somit das Aufstellungsverfahren bis zum Satzungsbeschluss.

### Abwägung
Die verschiedenen Ziele einer Bauleitplanung müssen untereinander abgewogen werden (§ 1 Abs. 7 BauGB). Das im Umweltbericht dargestellte Ergebnis der Umweltprüfung ist in der Abwägung zu berücksichtigen. Unter den Belangen nach § 1 Abs. 6 BauGB haben die Umweltbelange bei der Abwägung trotz häufig ausführlicher Abarbeitung keinen herausgehobenen Stellenwert. Vor dem Hintergrund des Nachhaltigkeitsgrundsatzes und der eher deklaratorischen Umwelterklärung ist ein schlichtes "Wegwägen" jedoch nicht möglich. Zur Überwindung bedeutsamer Umweltbelange ist eine stichhaltige Begründung (Darstellung der anderweitigen Vorteile der Planung) erforderlich.

### Zusammenfassende Erklärung
Nach Abschluss des Aufstellungsverfahrens erhalten ein Flächennutzungsplan nach § 6 Abs. 5 BauGB und ein Bebauungsplan nach § 10 Abs. 4 BauGB eine zusammenfassende Erklärung über die Art und Weise, wie die Umweltbelange und die Ergebnisse der Öffentlichkeits- und Behördenbeteiligung im Bauleitplan berücksichtigt und aus welchen Gründen ggf. umweltbelastende Auswirkungen der Planung in Kauf genommen wurden. Diese Umwelterklärung ist zu den Akten des Bauleitplanverfahrens zu nehmen und für eine Einsichtnahme durch jedermann bereitzuhalten.

### Umweltüberwachung
Nach Abschluss des Aufstellungsverfahrens folgt als ein letzter Baustein das Monitoring der Umweltauswirkungen nach § 4c Satz 1 BauGB. Die Gemeinden überwachen als Träger der Bauleitplanung „die erheblichen Umweltauswirkungen, die aufgrund der Durchführung der Bauleitpläne eintreten, um insbesondere unvorhergesehene Auswirkungen frühzeitig zu ermitteln und in der Lage zu sein, geeignete Maßnahmen zur Abhilfe zu ergreifen“. Diese Aufgabe hat das strategische Ziel, potenziell zu erwartende und ganz gezielt auch unvorhergesehene Auswirkungen frühzeitig zu erkennen und ggf. Maßnahmen zur Abhilfe zu ergreifen. Ansprüche auf eine Planänderung bestehen jedoch nicht, weder für die beteiligten Behörden noch für die betroffene Öffentlichkeit. Beim Monitoring verfügen die Gemeinden über einen relativ großen Handlungsspielraum; es gibt keine Vorgaben, wie und mit welchem Aufwand überwacht werden muss.
Zur Unterstützung der Gemeinden bei ihrer Pflichtaufgabe des Monitoring unterrichten die Behörden die Gemeinden, wenn sie über entsprechende Erkenntnisse beispielsweise aus der Durchführung eines Bebauungsplans verfügen; diese Informationspflicht ist eine Bringschuld und bedarf keiner erneuten Einholung von Stellungnahmen.
Die Ergebnisse des Monitoring können in einem nachfolgenden Zulassungsverfahren für ein konkretes Vorhaben im Rahmen des § 15 BauNVO als zu beachtende Einschränkung im Einzelfall berücksichtigt werden.

## Ausnahmen und Vereinfachungen
Doppelprüfungen sollen vermieden werden. Es besteht daher die als „Abschichtung“ bezeichnete Möglichkeit, sich in einem nachfolgenden Bauleitplanverfahren auf die Prüfung zusätzlich entstehender oder anderer (neuer) Umweltauswirkungen zu beschränken (§ 2 Abs. 4 Satz 5 BauGB). Wird beispielsweise bei der Aufstellung des Flächennutzungsplans eine umfassende Umweltprüfung durchgeführt, dann soll sich die Umweltprüfung in den nachfolgenden Bebauungsplanverfahren auf eventuell hinzugekommene Umweltauswirkungen oder aber auf veränderte Gegebenheiten beschränken.
Die Änderung und Ergänzung von Bauleitplänen ist in einem "vereinfachten Verfahren" möglich, wobei von einer erneuten Umweltprüfung abgesehen werden kann.
Durch das "beschleunigte Verfahren" wird der gesamte beplante und unbeplante Innenbereich unter der Zielsetzung „Innenentwicklung vor Außenentwicklung“ von der Pflicht zur Umweltprüfung befreit. Das beschleunigte Verfahren ist für drei Varianten der Bebauungsplanung möglich:
- Bebauungsplan für den Innenbereich: Bebauungsplan für Bestandsgebiete im unbeplanten Innenbereich (§ 13 Abs. 1 Nr. 2 BauGB);
- Bebauungsplan zur Erhaltung und Entwicklung zentraler Versorgungsbereiche: einfacher Bebauungsplan nach § 13 Abs. 1 Nr. 3 BauGB mit Festsetzungen nach § 9 Abs. 2a BauGB;
- Bebauungsplan der Innenentwicklung: Bebauungsplan zur Wiedernutzung von Brachen, Nachverdichtung oder sonstiger Maßnahmen der Innenentwicklung nach § 13a Abs. 1 BauGB.

Bei der Aufstellung einer Innenbereichssatzung oder einer Außenbereichssatzung (Abrundungssatzung) ist keine Umweltprüfung erforderlich.